# ميناء بنقردان الكتف (تونس)
ميناء بنقردان - الكتف هو ميناء صيد بحري يقع في مدينة بنقردان التونسية. أسس سنة 1989، وتمت توسعته في سنة 2016 ويعتبر «القرنيط» من أهم ما ينتج هذا الميناء، إلى جانب كونه ينتج «الكريفات» و«الشوباي» إضافة إلى الأسماك.

## معطيات عامة
- تاريخ الإستغلال: 1989
- التوسعة: 2016
- خريطة الموقع: 33° 43‘ شمالا و10° 44‘ شرقا
- الولاية: مدنين
- الكلفة الجملية: (4 مليون دينار كلفة الإنشاء+ 3.5 مليون دينار كلفة التوسعة)
- الصنف: ميناء صيد ساحلي

## البنية التحتية
- حواجز الأمواج: 770 متر
- الأرصفة القائمة: 255 متر بعمق 2 متر
- الأرصفة العائمة: 700 متر بعمق 1,5 متر
- الأحواض: 2,6 هكتار بعمق 2 متر
- الملك العمومي المينائي: 7,65 هكتار
- الإشارات الضوئية: ---
- السياج: 740 متر
- شبكة التنوير العمومي: 76 عمود إنارة (02 محول للكهرباء)
- الأضواء الكاشفة: ---
- الماء الصالح للشراب: 02 نقطة تزويد
- الكهرباء: 02 نقطة تزويد
- شبكة التطهير: 308 متر
- مطافئ: ---

## البنية الفوقية
- وسائل الرفع و الإنزال: رافعة ثابتة ومجبد سفن 17 طن
- سوق جملة معد للتصدير: --- متر²
- سوق جملة مؤهل: 378 متر²
- فضاء لترقيع الشباك: 400 متر²
- محطة للتزود بالوقود: 01 محطة للتزود بالوقود طاقة الخزن 50 م3

## المرافق العامة
- 22 محل لحفظ معدات الصيد البحري
- مقهى
- محل لبيع المواد الغذائية
- محل هاتف عمومي
- ورشة صيانة

## الوحدات الأمنية والعسكرية
- وحدة عسكرية بحرية
- وحدة أمنية
- وحدة ديوانية

## التبريد وخزن منتوجات الصيد البحري
| المعطيات                                | الخواص | الوكالة |
| --------------------------------------- | ------ | ------- |
| مركبات التبريد (العدد)                  | 01     | 01      |
| طاقة الخزن المبرد (0 درجة) بحساب الطن   | ---    | 60      |
| طاقة الخزن المبرد (-25 درجة) بحساب الطن | ---    | ---     |
| النفق                                   | ---    | ---     |
| طاقة خزن الثلج بحساب الطن               | 40     | 40      |
| طاقة إنتاج الثلج بحساب الطن في اليوم    | 08     | 08      |

## وصلات خارجية
- ديوان البحرية التجارية والمواني
- وكالة موانئ وتجهيزات الصيد البحري